# Bettye Lane
Bettye Lane (* 19. September 1930 in Boston, Vereinigte Staaten; † 19. September 2012 in New York City, Vereinigte Staaten) war eine US-amerikanische Fotojournalistin. Sie wurde für ihre Arbeiten zum feministischen Aktivismus in den USA bekannt. Über 30 Jahre lang dokumentierte sie Gleichberechtigungs- und Bürgerrechtsbewegungen sowie die Antikriegs- und Atombewegungen. Sie arbeitete für den National Observer, Time, Life und Associated Press. Die New York Public Library besitzt eine Sammlung ihrer Arbeiten, die sich auf die Bürgerrechte von LGBTQ+ konzentriert.

## Leben und Werk
Lane wurde als Elizabeth Foti als das achte Kind eingewanderter Eltern in Boston geboren. Sie wurde von ihrer Mutter während der Great Depression eine Zeit lang in die Obhut einer wohlhabenderen Familie gegeben. Sie war kurzzeitig verheiratet und identifizierte sich lange Zeit nicht als lesbische Fotografin, weil sie nicht ausgegrenzt werden wollte.
Lane begann ihre journalistische Laufbahn beim News Office der Harvard University und studierte von 1959 bis 1962 Fotojournalismus an der School of Public Relations and Communications an der Boston University. Ihre erste Leica kaufte sie für 50 Dollar von Michael Rockefeller. Anfang der 1960er Jahre zog sie nach New York City, um für CBS zu arbeiten, zu einer Zeit, als Frauen noch stark diskriminiert wurden. 1966 fotografierte sie eine Protestkundgebung bei den Vereinten Nationen. Dort traf sie den Fotoredakteur des National Observer, der jahrelang ihre Arbeiten annahm.
1970 wurde sie vom National Observer beauftragt, über den Women’s Strike for Equality zu berichten, zu dem die Nationale Frauenorganisation aufgerufen hatte. Nach ihrer Berichterstattung über dieses Ereignis legte sie Wert darauf, an allen Kundgebungen der Bewegung teilzunehmen, unabhängig davon, ob sie offiziell dafür bezahlt wurde oder nicht. Sie fotografierte weibliche Anführerinnen der Bewegung, darunter Gloria Steinem und die Abgeordnete Bella Abzug.
Sie fotografierte Demonstrationen zum Equal Rights Amendment sowie Konferenzen und Märsche zum Internationalen Frauenjahr und der National Organization for Women in Großstädten wie New York City, Washington D.C., Mexiko-Stadt und Houston.
Nachdem sie den National Observer verlassen hatte, machte sich Lane selbstständig, nahm jedoch Aufträge für Publikationen wie Time, Life und Der Spiegel an. Sie erlangte insbesondere Anerkennung für ihre Fotos, die die Not der amerikanischen Ureinwohner, die sozialen Unruhen der 1960er-Jahre, die Unruhen der Minderheiten in den Ghettos und die Frauenrechtsbewegung zeigten.
1979 begann sie damit eine Auswahl ihrer Fotografien der Schlesinger Library zu übergeben und ergänzte diese Sammlung bis 2006 regelmäßig. Die daraus entstandene Sammlung enthält mehr als 1.700 Bilder, die unter anderem die Frauenbewegung, Frauen bei der Arbeit und Frauen im Sport dokumentieren. Darüber hinaus spendete Lane 1984 eine Sammlung im Zusammenhang mit der ersten Konferenz zum Internationalen Frauenjahr, die 1977 in Houston stattfand.
Lane machte Fotos von Aktionen, die sonst niemand gemacht hatte, wie zum Beispiel vom Stonewall-Aufstand 1969. Daher wurden ihre Arbeiten in zahlreichen Dokumentationen und Büchern sowie in Museen gezeigt. Eines ihrer Fotos war 2000 Teil der US-Briefmarkenserie Celebrate the Century.
Von 1978 bis zu ihrem Tod lebte Lane in der Westbeth Artists Community, dem Wohn- und Arbeitskomplex für Künstler in Greenwich Village.
Lane starb an ihrem 82. Geburtstag, dem 19. September 2012, an Krebs im Beth Israel Hospital in New York City.
Ihr Nachlass wird in der Schlesinger Library der Harvard University, der Library of Congress, dem National Museum of Women in the Arts in Washington, D.C, der New York Public Library und der Rubenstein Library der Duke University aufbewahrt.